# Lesięcin
Lesięcin (niem. Lessenthin) – wieś w Polsce położona w województwie zachodniopomorskim, w powiecie łobeskim, w gminie Węgorzyno, przy linii kolejowej 202 Gdańsk-Stargard, z przystankiem Lesięcin.
W latach 1975–1998 miejscowość administracyjnie należała do województwa szczecińskiego.

## Historia
Wieś od XIV wieku, aż do 1945 należała do rodu Borcków. We wsi znajduje się, otoczona zdziczałym parkiem, ruina pałacu Borcków. Pałac powstał w 1853 roku z inicjatywy Petera Louisa Ernsta von Borcke. W 1881 r. został on rozbudowany przez Richarda Ernesta v. Borcke. 
Jest to budowla dwukondygnacyjna, powstała na planie prostokąta i przykryta mansardowym dachem z lukarnami. Urozmaicenie elewacji stanowią dwa ryzality, z których tylny (od strony ogrodu) posiada narys trójboczny, a przedni (na elewacji frontowej) ozdobiony jest herbem Borcków. Na ścianie szczytowej pałacu zachowała się słabo czytelna tablica z informacjami o budowie i przebudowie pałacu. Wnętrza pałacu zakomponowano w formie dwutraktowej z przejściami amfiladowymi. Pałac posiadał reprezentacyjny hol i salon.
W pochodzącym z drugiej połowy XIX w., naturalistycznym parku o powierzchni 5,5 ha zachowały się cenne okazy dendrologiczne uznane za pomniki przyrody. Są to:
- dąb szypułkowy o obwodzie 495 cm
- lipa drobnolistna o obwodzie 460 cm
- jedlica Douglasa o obwód 315 cm.

## Osoby urodzone lub związane z Lesięcinem
- Ernst August Philipp von Borcke, także von Borck (ur. 20 sierpnia 1766 w Kąkolewicach, zm. 20 listopada 1850 tamże) - ostatni starosta powiatu Borcków, następnie pierwszy starosta powiatu Regenwalde, obecnie powiat łobeski. Właściciel majątku ziemskiego w Kąkolewicach i Lesięcinie.
- * Wilhelm Friedrich Leopold von Borcke, także von Borck (ur. 21 lipca 1737 w Stargardzie, zm. 28 czerwca 1787 w Kąkolewicach) — pruski starosta (Landrat), który od 1770 do śmierci kierował powiatem Borcków (Borckescher Kreis) na Pomorzu Zachodnim. Właściciel majątku ziemskiego w Kąkolewicach i Lesięcinie.

Pałac Borcków w Lesięcinie
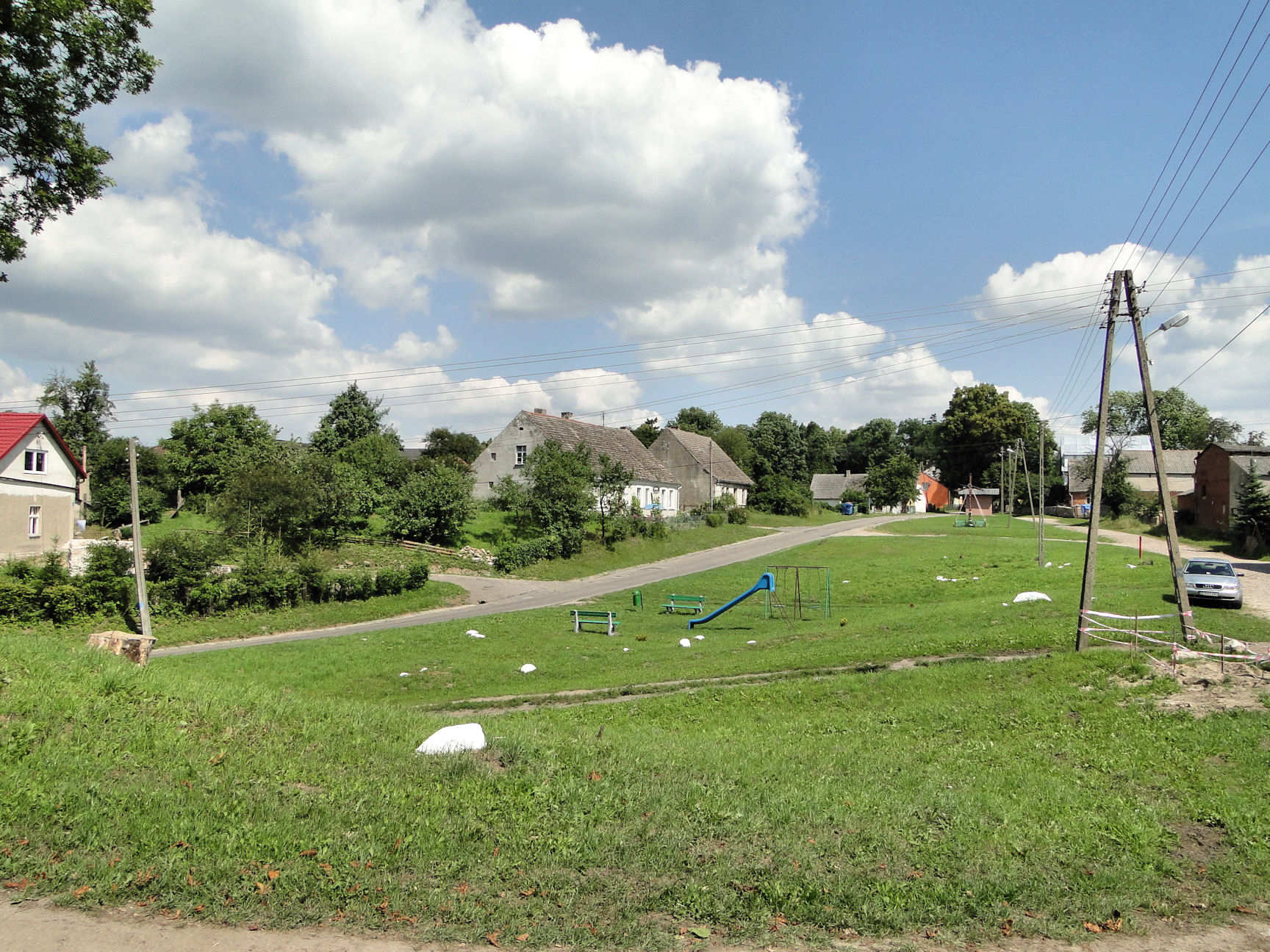
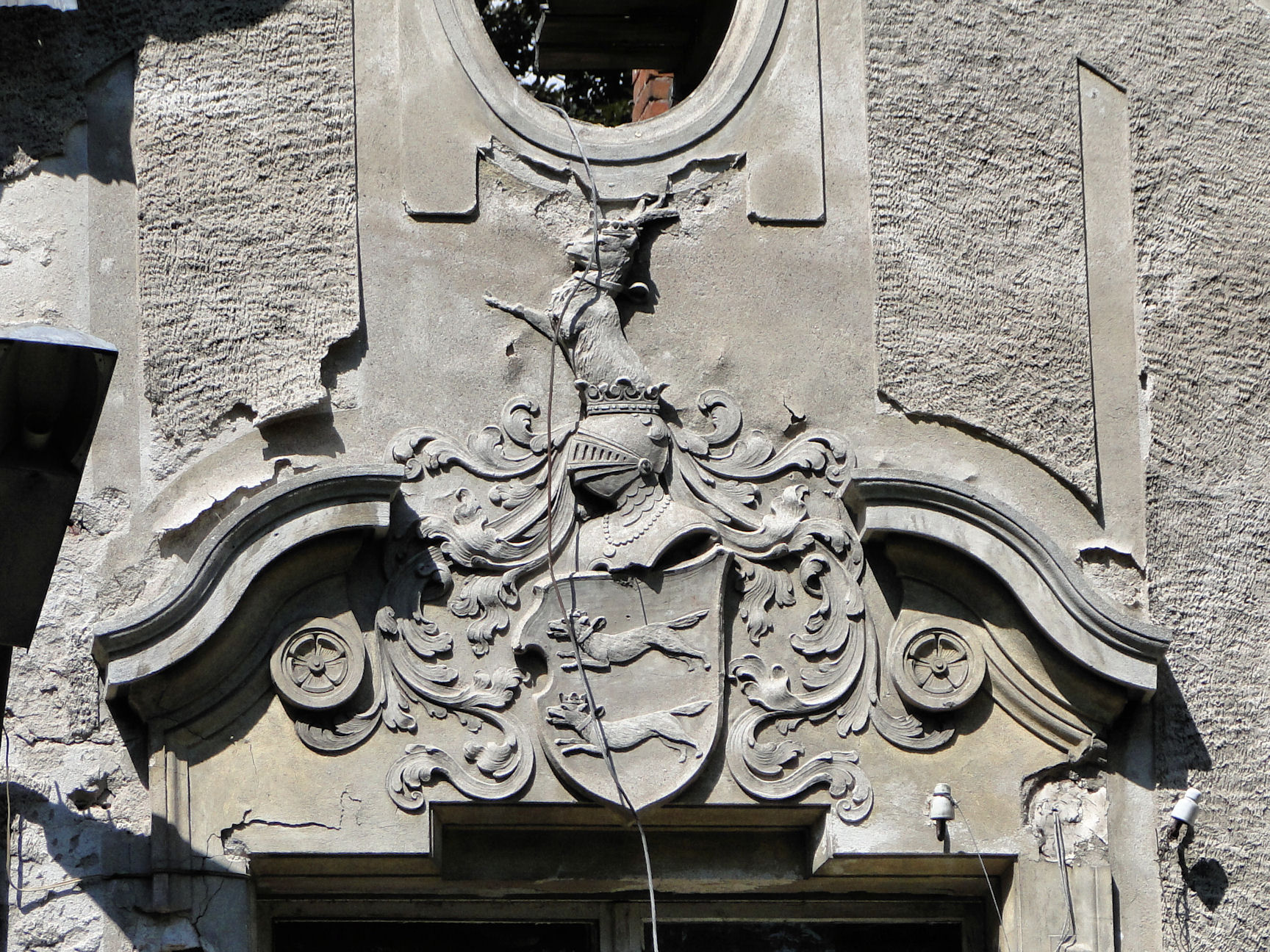
Herb Borcków
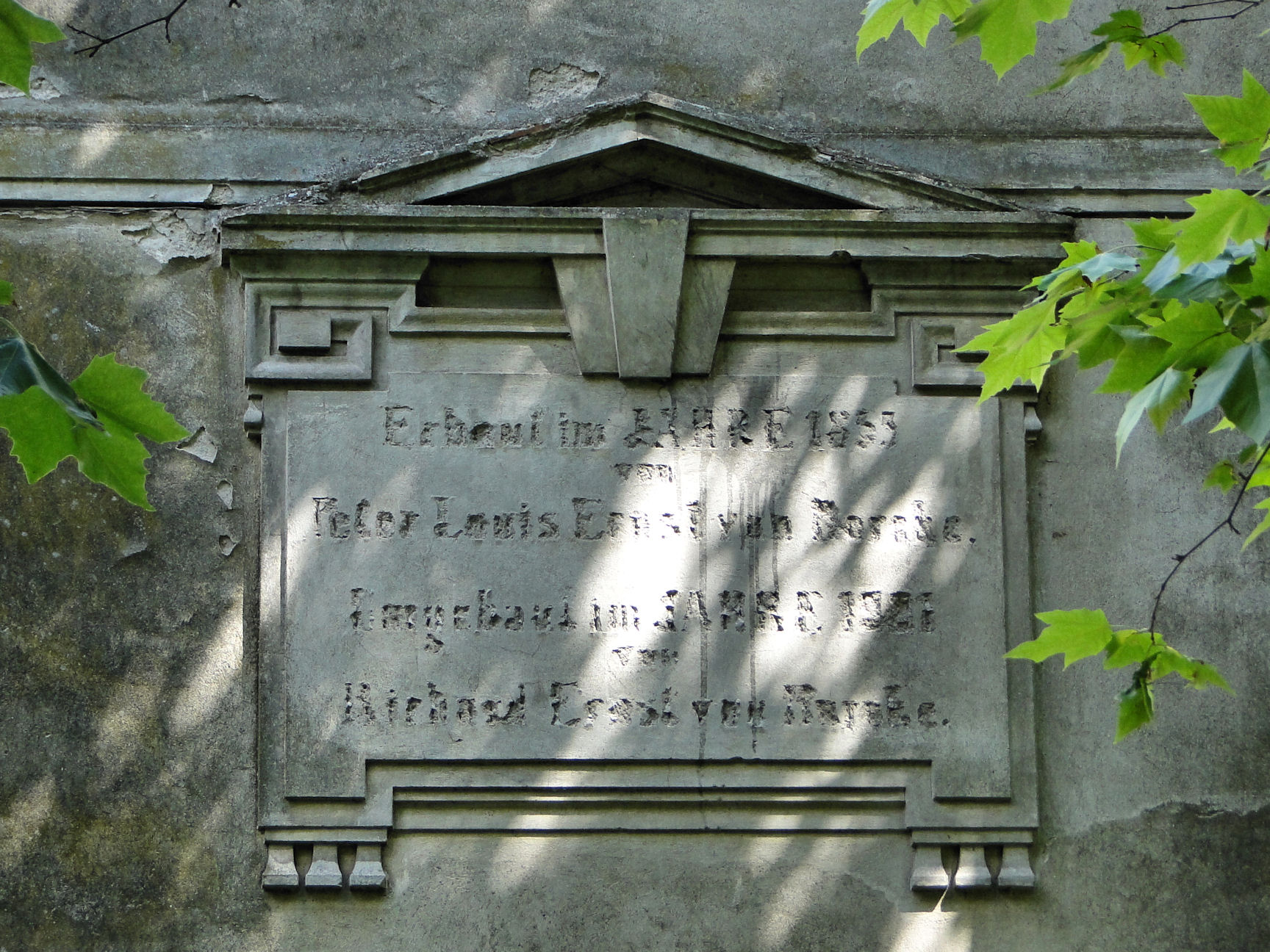
Tablica na ścianie bocznej